# Henri-Émile Rogerol
Henri-Émile Rogerol, né à Douai (Nord) le 5 avril 1877 et mort dans la même ville le 11 février 1947, est un peintre, sculpteur et céramiste français.

## Biographie
(mai 2017).

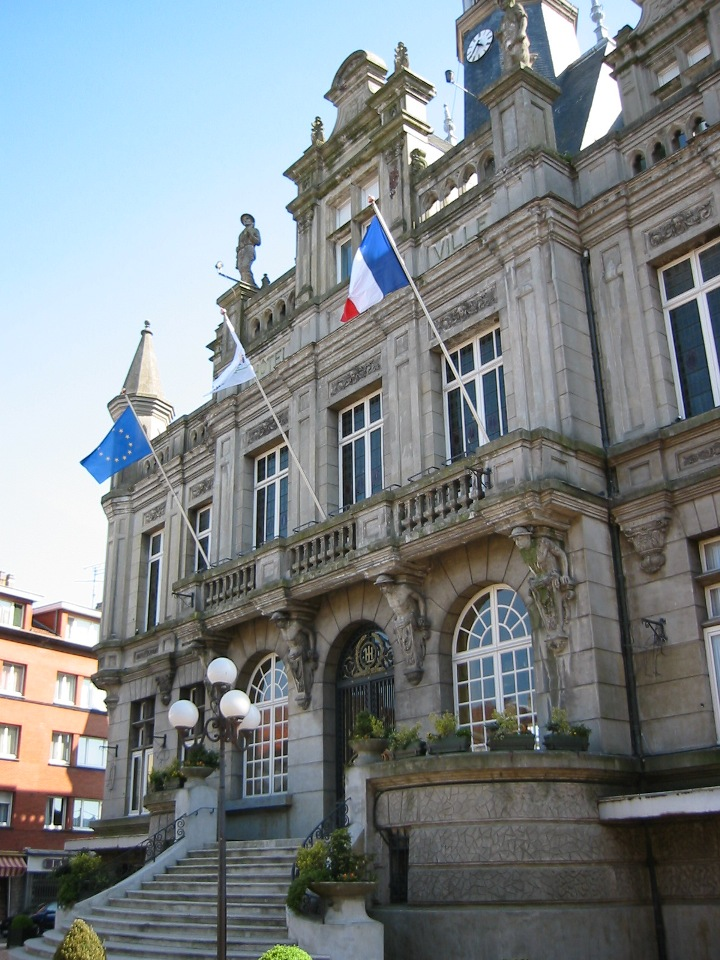
Cariatides, façade de l'hôtel de ville d'Hénin-Beaumont.

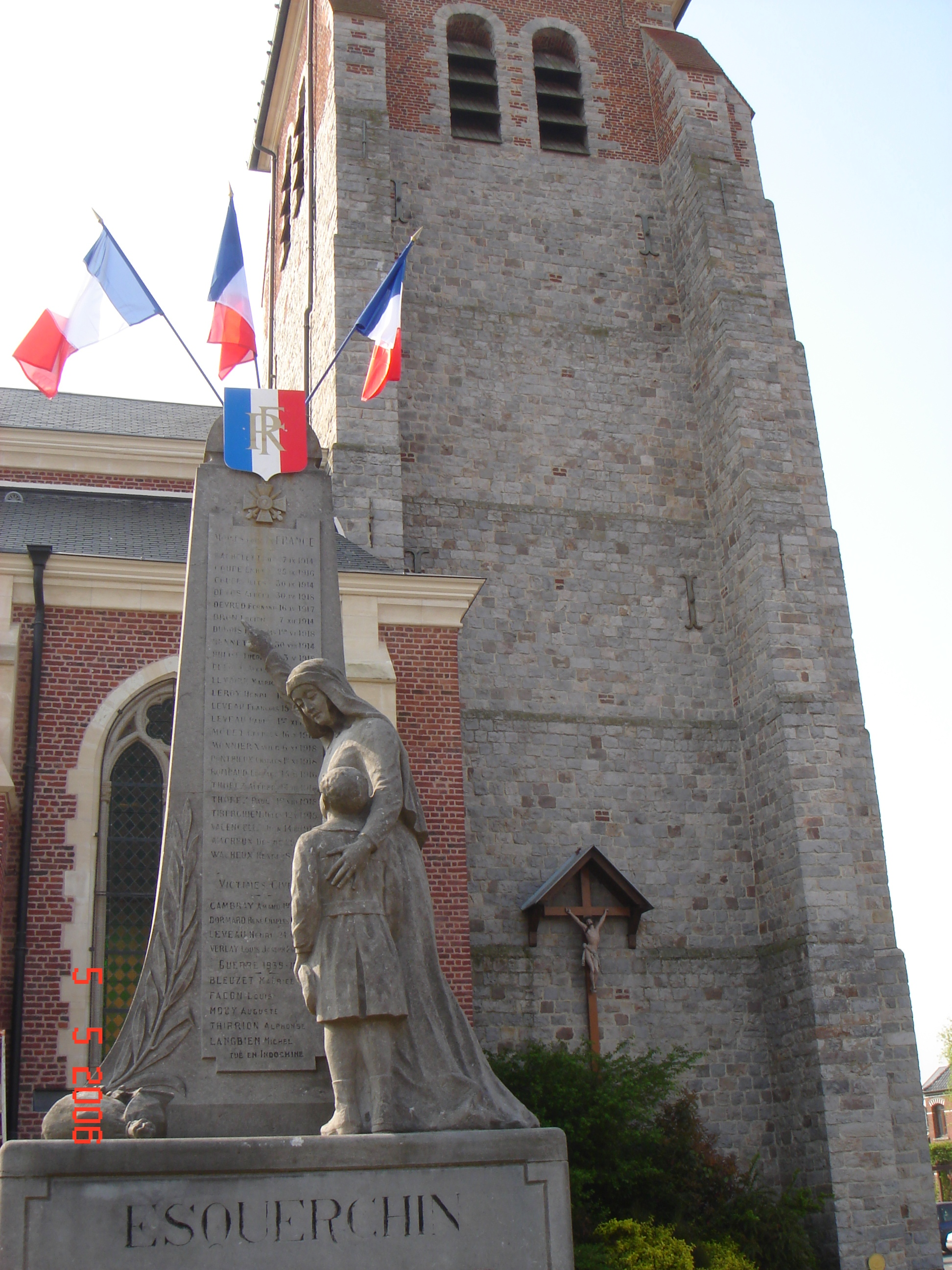
Monument aux morts, Esquerchin.

Henri-Émile Rogerol naît dans une famille modeste d’artistes. Son arrière-grand-père est potier d'étain et a un atelier situé rue Gambetta à Douai où il travaille l'étain avec quatre ouvriers. Plusieurs de ses œuvres sont conservées dans les musées de Douai.
Il est le frère cadet du peintre et sculpteur Maurice Rogerol (1873-1946), également élève des écoles académiques de Douai.
De 1892 à 1894, il suit les cours des écoles académiques de Douai et le cours de sculpture et de modelage d'André Laoust. De 1894 à 1898, il est reçu parmi les premiers au concours d’entrée à la Manufacture nationale de Sèvres. Il y passe quatre années.
En 1898, il ouvre un petit atelier de céramique d’art, mais le saturnisme l’oblige à interrompre ses travaux et à retourner à Douai.
En 1902, il crée un atelier de sculpture d'ornement en plâtre et staff qui emploie une trentaine de compagnons. De nombreuses maisons douaisiennes possèdent encore des décors sortis de cet atelier.
En 1907, il installe un four à bois au fond du jardin dans sa maison de la place du Barlet pour sa production de céramiques.
En juin 1909, il épouse Louise Martinage, premier prix de piano et de chant au conservatoire de musique de Douai, professeur et soliste de La Lyre, société chorale de Douai. Pour sa maison du no 29 place du Barlet, il orne la façade de feuilles de fougères et, au-dessus de la porte d’entrée, d'un buste d’une jeune fille aux bras chargés de feuilles et de roses auxquelles se mêle sa chevelure.
Entre 1914 et 1916, il est interné civil en Allemagne à Holzminden. Il est attaché à un poteau comme sanction pour avoir fumé dans une baraque. Malade, il est envoyé en Suisse de 1916 à 1917 à Engelberg et à Lausanne.
Il se réfugie au Mans de 1940 à 1945. Un article du journal La Sarthe du 24 juin 1942 précise qu'il réside au 26 Rue Coeffort au Mans au moment où il réalise un haut relief pour la chapelle du camp d'internement de nomades de Mulsanne sur la demande du Curé Marcel Heurtebise. Cette œuvre est décrite ainsi : "Haut de 1m.15 et large de 0m. 80, le haut-relief a, nous pouvons l'affirmer, une forte belle allure. Sur un fond de nuages ressortant à demi, une Sainte Vierge tenant dans ses bras un adorable Enfant Jésus, semble étendre son regard miséricordieux sur l'humanité souffrante. A ses pieds, trois femmes symbolisant les nomades élèvent vers Elle et l'Enfant Dieu leurs bras suppliants. L'ensemble est empreint d'une confiance douloureuse et prenante que souligne encore l'invocation, gravée à la base du groupe : Notre Dame de Patience, priez pour nous." . Cette article précise également que le sculpteur s'était rendu préalablement au camp d'internement de nomades de Coudrecieux pour préparer son œuvre.

## Œuvres dans les collections publiques
- Corbehem : Monument aux morts.
- Courchelettes : Monument aux morts.
- Esquerchin : Monument aux morts.
- Hénin-Beaumont, hôtel de ville[4] :
  - Grande cheminée en pierre blanche de la salle de réception sur trois niveaux d’élévation.
  - Mineur et Forgeron, deux statues ornant la façade et cantonnant la grande lucarne centrale.
  - Quatre Cariatides soutenant la balustrade du rez-de-chaussée de la façade principale.
- Izel-lès-Équerchin : Monument aux morts.
- Mulsanne, chapelle du camp d'internement de nomades[3],[5] : Notre-Dame de Patience, localisation actuelle inconnue.